# Ґлінкі-Сухе
Ґлінкі-Сухе (пол. Glinki Suche, нім. Trockenglienke) — село в Польщі, у гміні Оконек Злотовського повіту Великопольського воєводства.
Населення — 159 осіб (2011).
У 1975-1998 роках село належало до Пільського воєводства.

## Демографія
Демографічна структура станом на 31 березня 2011 року:
|          | Загалом | Допрацездатний вік | Працездатний вік | Постпрацездатний вік |
| -------- | ------- | ------------------ | ---------------- | -------------------- |
| Чоловіки | 79      | 18                 | 52               | 9                    |
| Жінки    | 80      | 18                 | 46               | 16                   |
| Разом    | 159     | 36                 | 98               | 25                   |